# Europese weg 717
De Europese Weg 717 of E717 is een weg die uitsluitend door Italië loopt.
De E717 is een verbindingsweg tussen de E70 bij Turijn en de E80 bij Savona. De E717 volgt het traject van de A6, de Autostrada La Verdemare, en kruist onderweg nog de E74 bij Fossano. De laatste circa 40 km van de E717 lopen de beide rijrichtingen veelal niet parallel aan elkaar.
| Nummer | Tracé           |
| Italië | Italië          |
| ------ | --------------- |
|        | Torino - Savona |